# خان كبه الصغير
خان كبه الصغير أو خان الباشا الصغير، أحد خانات بغداد التاريخية التي تعود الى العصر العثماني، وينسب إلى عهد والي بغداد داوود باشا.
يقع الخان في غرب شارع السموأل، شمال شرق خان الباجه‌جي وسط بغداد.
تحول الخان لاحقاً إلى عمارة شيدتها وزارة الأوقاف وعرفت بعمارة خان الباشا.

## التسمية
يسمى الخان بخان كبه الصغير لأنه مملوك في الأصل لعائلة كبه العريقة في بغداد، ثم إشتراه والي بغداد داوود باشا وضمه إلى جامع الحيدرخانه فسمي بخان الباشا الصغير لتمييزه عن خان الباشا الكبير المجاور له والأكبر منه.

## معمارية المبنى
صنف معماريون تصميم المبنى على إنه من روائع الهندسة الإسلامية، حيث استخدم البناة "جدران ستائرية" لكسر أشعة الشمس، حيث أن هذه الجدران مثقبة بثقوب سداسية على شكل زخارف إسلامية، لإضفاء الجمالية على المبنى.